# Karl Krenauer
Karl Krenauer (ur. 9 marca 1959 w Kittsee) – austriacki kolarz torowy i szosowy, brązowy medalista torowych mistrzostw świata.

## Kariera
Największy sukces w karierze Karl Krenauer osiągnął w 1982 roku, kiedy zdobył brązowy medal w wyścigu ze startu zatrzymanego podczas mistrzostw świata w Leicester. W wyścigu tym wyprzedzili go jedynie Hans-Joachim Pohl z NRD oraz Duńczyk Michael Markussen. Austriak wystąpił również na rozgrywanych dwa lata później igrzyskach olimpijskich w Los Angeles, gdzie zajął 24. pozycję w indywidualnym wyścigu na dochodzenie, a wspólnie z kolegami z reprezentacji był jedenasty w drużynowej jeździe na czas. Dwukrotnie zdobywał medale szosowych mistrzostw Austrii: srebrny w 1980 roku i brązowy cztery lata później. Ponadto w 1980 roku był trzeci w klasyfikacji generalnej austriackiego wyścigu Wiedeń-Rabenstein-Gresten-Wiedeń, a w latach 1983 i 1984 był trzeci w klasyfikacji wyścigu Uniqa Classic.